# Душан Обрадовић
Душан Обрадовић (Тепачко Поље, код Жабљака, јануар 1913 — Пљевља, 1. децембар 1941) био је учесник Народноослободилачке борбе и народни херој Југославије.

## Биографија
Рођен је јануара 1913. године у селу Тепачком пољу, код Жабљака. Основну школу је завршио у Жабљаку, а гимназију у Пљевљима. Право је студирао у Београду, али је због лошег имовинског стања, студије морао да заврши ванредно, радећи у Среском суду у Шавнику и полажући исписте.
За време студија, на факултету се упознао са напредним студентима и учествовао у њиховим акцијама. По директиви КПЈ, чији је био симпатизер, кандидиовао се на изборима 1938. године и био изабран за председника општине у Жабљаку. Члан Комунистичке партије Југославије (КПЈ) постао је 1940. године.
Као секретар Месног комитета КПЈ за Жабљак, активно је учествовао у припремама Тринаестојулског устанка на Дурмитору. Организовао је акције прикупљања оружја, учествовао у формирању и обучавању јединица. Под његовом командом изведена је 20. јула 1941. године оружана акција на посаду у Жабљаку. У том нападу разоружана је италијанска посада, а Жабљак ослобођен.
После ослобођења Жабљака, постао је командант Језеро-шаранског батаљона, који је новембра 1941. године ушао у састав новоформираног Црногог НОП одреда за операције у Санџаку.
Погинуо је 1. децембра 1941. године, приликом напада на Пљевља. У тренутку када је, заједно са замеником политичког комесара Вуком Кнежевићем, повео батаљон на јуриш на италијане, који су пружали жесток отпор из зграде гимназије.
Указом Председништва Антифашистичког већа народног ослобођења Југославије (АВНОЈ) 11. јула 1945. постхумно је одликован Орденом заслуга за народ првог реда. Указом Президијума Народне скупштине ФНР Југославије 20. децембра 1951. проглашен је за народног хероја.